# Place des Fêtes
Place des Fêtes – stacja linii 7 bis i 11 metra  w Paryżu. Stacja znajduje się w 19. dzielnicy Paryża.  Na linii 7 bis stacja została otwarta 11 stycznia 1911 r., a na linii 11 – 28 kwietnia 1935.